# Céréales de petit déjeuner
 (avril 2016).
Si vous disposez d'ouvrages ou d'articles de référence ou si vous connaissez des sites web de qualité traitant du thème abordé ici, merci de compléter l'article en donnant les références utiles à sa vérifiabilité et en les liant à la section « Notes et références ».

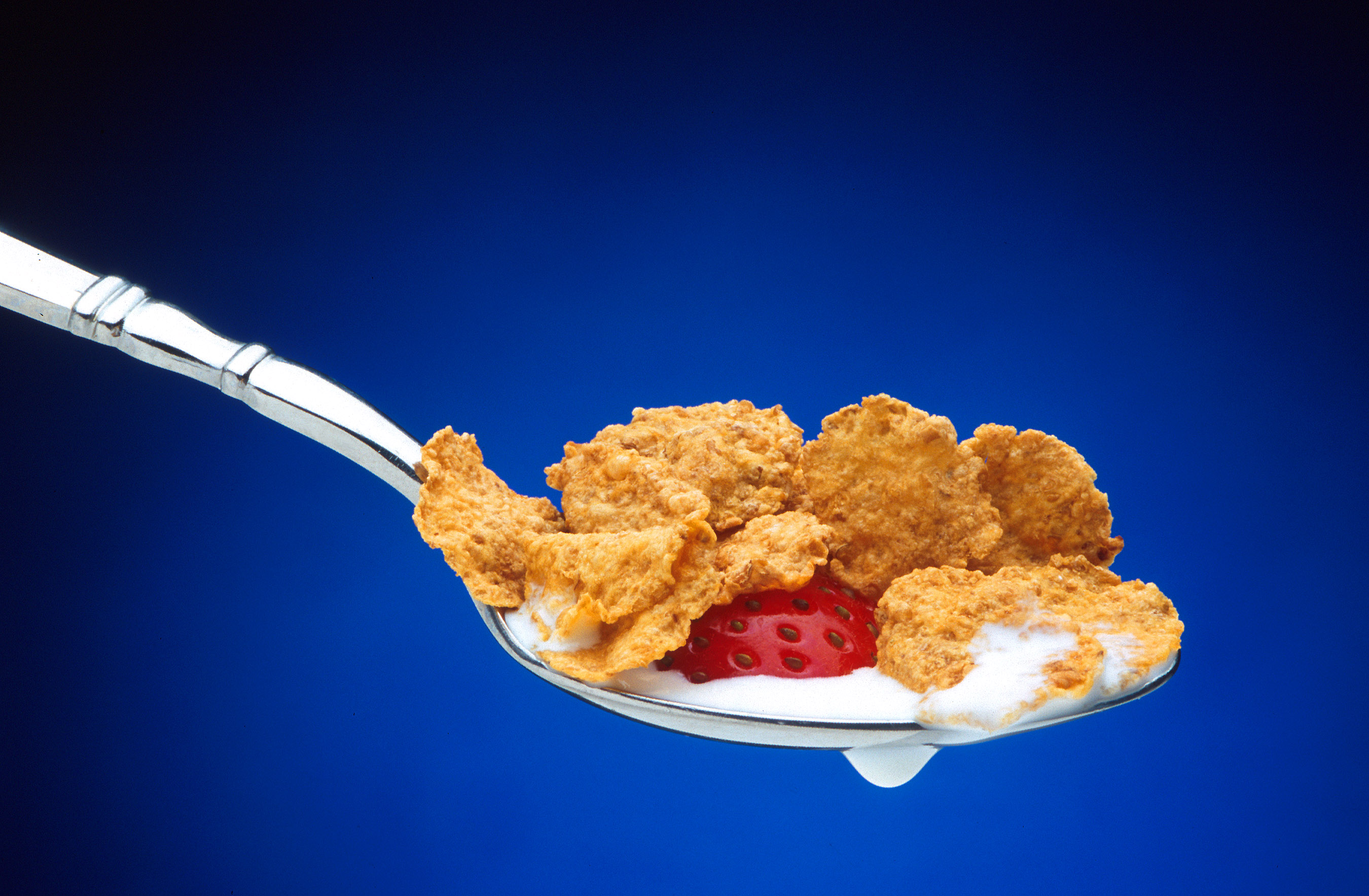
Cuillère de céréales de petit déjeuner accompagnées de lait et de fraise.

Les céréales de petit déjeuner sont des transformations agroalimentaires industrielles à base majoritaire de céréales conçues pour être consommées lors du petit déjeuner. Ce sont généralement de petits agglomérats de divers produits dont des céréales (maïs, riz, blé), du sucre et certains arômes naturels ou artificiels. Elles sont régulièrement critiquées pour leur teneur souvent élevée en sucre et matières grasses. Elles sont promues par des publicités ciblant les enfants, avec une mascotte commerciale et parfois des cadeaux dans la boîte,,.
Apparues dès 1863, on les retrouve, aujourd'hui, comme nourriture dans de nombreux pays à travers le monde. La plupart d'entre elles sont généralement accompagnées de lait, de fromage blanc ou de fruits. Une vaste activité économique s'est développée autour de ce marché, avec l'apparition d'une multitude de marques, catégories et goûts de céréales différents.
Il existe deux types et sept catégories de céréales pour petit déjeuner, plus de cinquante marques et des compositions nutritionnelles différentes :
- les céréales prêtes à préparer : les flocons d'avoine, flocons de céréales ;
- les céréales prêtes à consommer : les pétales de maïs, les mueslis, les céréales « lignes et forme », les céréales riches en fibres, les céréales au son de blé, les céréales au blé complet en galette et les céréales pour « enfants ».

## Histoire la fabrication

### Histoire
Apparues à la fin du XIXe siècle aux États-Unis avec les flocons d’avoine et les pétales de céréales, en France et dans d’autres pays européens avec les farines, le malt puis les flocons et le muesli, les céréales transformées représentent l’une des façons de consommer des produits agricoles céréaliers au petit déjeuner.
En 1854, c'est la naissance des céréales transformées pour le déjeuner. L’idée de préparer les céréales pour les consommer au déjeuner date de la fin du XIXe siècle aux États-Unis. Les flocons d’avoine commencent à entrer dans l’alimentation humaine en 1854 ; ils sont bientôt commercialisés (1877) sous la marque Quaker.
En France, dès 1890, Joseph Favrichon prône l’équilibre grâce à une diététique à base d’aliments naturels : farines, malt puis flocons.
Vers les années 1890, au sanitarium de Battle Creek, John H. Kellogg, un jeune stomatologue américain, cherche à améliorer l’alimentation de ses patients et imagine concasser des grains de blé, puis de maïs, de les cuire à la vapeur avant de les rouler et de les faire dorer au four. Il vient d’inventer les premiers corn flakes (pétales de maïs). Ses patients seront les premiers à bénéficier de ces céréales faciles à digérer (les opérations de cuisson et de grillage ayant réalisé une première digestion) et pratiques à utiliser. En 1906, son frère Will K. Kellogg crée la Kellogg Company.
En 1906 en Suisse, le docteur Bircher Benner invente le muesli (signifie « petit râpé »). Il s’inspire des habitudes ancestrales des montagnards qui mélangeaient dans leurs repas du matin et du soir du lait, des flocons d’avoine et des baies. Ce muesli originel est floconneux, les céréales sont simplement écrasées.
En 1930 naît, au Royaume-Uni, le biscuit de blé entier Weetabix. Ce pays est, avec les pays scandinaves, le premier en Europe à consommer des céréales pour le petit déjeuner. En France, les premières importations du céréales du petit déjeuner datent de 1968 avec les corn flakes de la marque Kellogg's.
En 1969, Bill Jordans part du Royaume-Uni et se rend aux États-Unis où il découvre des céréales prêtes à consommer appelées granola. De retour à Biggleswade où sa famille possède un moulin depuis 1855, il achète un four d'occasion et décide, avec l'aide d'un ingénieur, de fabriquer le premier muesli croquant en Europe. Ce muesli est constitué de céréales agglomérées en pépites avec du miel qui sont grillées au four.
La consommation en France restera très faible jusqu'à l’augmentation du marché dans les années 1980.
Depuis 2017, la consommation des céréales de petit déjeuner — considérées comme trop sucrées, trop grasses ou trop salées — est en baisse en France.

### Fabrication
Certaines étapes sont communes à toutes les céréales :
1. Achat des céréales aux coopératives agricoles.
2. Ajouts à l'usine agroalimentaire de transformation, addition de différents ingrédients : malt, sel, sucres (saccharose, glucose…), cacao… selon les recettes.
3. Cuisson du mélange à la vapeur (milieu humide) et sous pression, dans des fours géants rotatifs. Étape indispensable pour la transformation de l’amidon en glucides.
4. Séchage : exposition à un air chaud purifié pendant plusieurs heures pour abaisser le taux d’humidité.

## Effets sur la santé

### Dents
Les céréales prêtes à consommer feraient partie des aliments les plus cariogènes,. Comparées aux sodas et même au caramel, elles forment une plaque dentaire plus durable sur les dents, maintenant un pH acide plus longtemps,.

## Commercialisation
Commercialisées en paquets « prêts à consommer » dans les rayons des magasins, la commercialisation des céréales pour le petit déjeuner prend aujourd'hui d'autres formes. Il est notamment possible de composer des mélanges de céréales personnalisés par l'achat d'ingrédients divers.

## Principales marques
- General Mills
- Kellogg's
- Nestlé
- Quaker Oats Company
- Weetabix Food Company
- Snooze

## Films
- Aux bons soins du docteur Kellogg, d'Alan Parker
- Unfrosted : L'Épopée de la Pop-Tart, de Jerry Seinfeld